# Número odioso
En teoría de números, un número odioso es un entero positivo que tiene un número de unos impar en su expansión binaria.
En ciencias de la computación, se dice que un número odioso tiene paridad impar.

## Ejemplos
Los primeros números odiosos son:
1, 2, 4, 7, 8, 11, 13, 14, 16, 19, 21, 22, 25, 26, 28, 31, 32, 35, 37, 38 ...

## Propiedades
Si {\displaystyle a(n)} denota el número odioso {\displaystyle n}th (con {\displaystyle a(0)=1}), entonces para todos los {\displaystyle n}, {\displaystyle a(a(n))=2a(n)}.
Todo entero positivo {\displaystyle n} tiene un múltiplo odioso que es como mucho {\displaystyle n(n+4)}. Los números para los que este límite es estricto son exactamente los primos de Mersenne con exponentes pares, los números de la forma {\displaystyle n=2^{2r}-1}, como 3, 15, 63, etc. Para estos números, el múltiplo odioso más pequeño es exactamente {\displaystyle n(n+4)=2^{4r}+2^{2r+1}-3}.

## Secuencias relacionadas
Los números odiosos dan las posiciones de los valores distintos de cero en la sucesión de Thue-Morse. Cada potencia de dos es odiosa, porque su expansión binaria tiene solo un bit distinto de cero. Excepto el número 3, todo número primo de Mersenne es odioso, porque su expansión binaria consta de un número primo impar de bits consecutivos distintos de cero.
Los enteros no negativos que no son odiosos se llaman números malvados. La partición de los enteros no negativos en los números odiosos y los malvados es la única partición de estos números en dos conjuntos que tienen multiconjuntos iguales de sumas por pares.